# 蕾切尔·布茨马
蕾切尔·布茨马（英語：Rachel Bootsma，1993年12月15日—），美国女子游泳运动员。她曾代表美国参加2012年夏季奥林匹克运动会游泳比赛，获得女子4×100米混合泳接力金牌。